# Buccheri
Buccheri là một đô thị (comune) ở tỉnh Siracusa, vùng Sicilia của Ý. Đô thị Buccheri có diện tích k57,43 m2, dân số thời điểm 31 tháng 12 năm 2006 là 2187 người.
Các đơn vị dân cư:
Buccheri giáp với các đô thị: